# WannaCry
WannaCry, també conegut com a WanaCrypt0r 2.0, és un programari maliciós de tipus ransomware.
Una anàlisi del 'malware', inclosa la clau per a desxifrar els fitxers encriptats pel virus, va aparèixer a un article publicat per Microsoft. (12, maig, 2017).

## Ciberatac global
El 12 de maig de 2017, es va registrar una infecció a gran escala que afectava a les empreses Telefònica, Iberdrola i Gas Natural entre altres companyies a Espanya, així com al servei de salut britànic, com va confirmar el Centre Nacional d'Intel·ligència. Posteriorment el programari maliciós es va estendre a altres països tornant-se un atac d'escala mundial. S'han reportat almenys 74 objectius al voltant del món que van ser atacats al mateix temps.
Les anàlisis prèvies sostenen que WannaCry va emprar la vulnerabilitat ETERNALBLUE, desenvolupada per l'Agència de Seguretat Nacional nord-americana i filtrada pel grup "The Shadow Brokers", que permet atacar computadors amb el sistema operatiu Microsoft Windows. Aquesta vulnerabilitat va ser detectada al març en els sistemes operatius Windows. La companyia Microsoft va començar a llançar pegats de seguretat l'endemà de conèixer-se el 10 de març de 2017, però només per a les versions amb suport posteriors a Windows Vista. Els ordinadors del món empresarial que no havien aplicat les actualitzacions de seguretat del 14 de març de 2017 que incloïen la solució al problema MS17-010 en el sistema operatiu Windows van quedar greument afectats, amb els seus arxius codificats i apareixent un missatge en pantalla que exigia un rescat en la divisa virtual Bitcoin, que es trobava en màxims històrics enfront del dòlar, per alliberar els ordinadors.

## Final de l'atac
Un programador del Regne Unit va poder aturar una major expansió del ciberatac global iniciat el divendres 12 de maig, i ho va fer sense haver-s'ho proposat. L'autor del bloc MalwareTechBlog estava estudiant el virus quan es va adonar que el programa maliciós estava intentant connectar-se a un domini no registrat. Va veure que el 'malware' intentava connectar-se a aquest domini i, al no aconseguir connectar-se, infectava l'equip, va pensar que potser, si aconseguís connectar-s'hi, podria deixar d'infectar. Un cop aquest expert en seguretat cibernètica va registrar el domini, el 'malware' va acabar amb els intents infructuosos de connexió a aquell domini, deixant d'infectar equips en els seus atacs.

## Llista d'organitzacions afectades
- Andhra Pradesh Police[14]
- Automobile Dacia[15]
- Banco Bilbao Vizcaya Argentaria[16]
- Chinese public security bureau[17]
- Cambrian College[18]
- CJ CGV[19]
- Deutsche Bahn[20]
- Dharmais Hospital[21]
- Faculty Hospital, Nitra[22]
- FedEx[23]
- Garena Blade and Soul[24]
- Government of Kerala[25]
- Government of West Bengal[25]
- Harapan Kita Hospital[21]
- Hitachi[26]
- Instituto Nacional de Salud[27]
- Lakeridge Health[28]
- LATAM Airlines Group[29]
- MegaFon[30]
- Ministry of Internal Affairs of the Russian Federation[31]
- Ministry of Foreign Affairs[32]
- National Health Service (England)[33][34][35]
- NHS Scotland[34]
- Nissan Motor Manufacturing UK[33]
- PetroChina[17][36]
- Portugal Telecom[37]
- Q-Park[38]
- Renault[39]
- Russian Railways[40]
- Sandvik[21]
- São Paulo Court of Justice[41]
- Saudi Telecom Company[42]
- Sun Yat-sen University[21]
- Telefónica[16]
- Telenor Hungary[43]
- Timrå kommun[44]
- University of Milano-Bicocca[45]
- Vivo[41]